# Пикробазальты
Пикритовый базальт или пикробазальт — одна из разновидностей базальта с высоким содержанием магния оливина, который очень богат минералом оливином. Он темный с вкрапленниями желто-зеленого оливина (20-50 %) и от черного до темно-коричневого пироксенита, в основном авгита.
Богатые оливином пикритовые базальты, которые встречаются с более распространенными толеитовыми базальтами Килауэа и других вулканов Гавайских островов, являются результатом накопления кристаллов оливина либо в части магматического очага, либо в лавовом озере кальдеры. Составы этих пород хорошо представлены смесями оливина и более типичного толеитового базальта.
Название «пикрит» также может быть применено к богатому оливином щелочному базальту: такой пикрит состоит в основном из вкрапленников оливина и богатого титаном авгитового пироксена с небольшим количеством плагиоклаза, расположенного в основной массе авгита и большего количества содового плагиоклаза и, возможно, анальцита и биотита.
В более общем плане классификация мелкозернистых горных пород признает группу, известную как «пикритовые породы», которые характеризуются высоким содержанием магния и менее 45 % SiO2. Из-за высокого содержания Mg они не вписываются в классификационную диаграмму TAS. К ним относятся пикрит, коматиит и меймечит.
Пикриты и коматииты в некоторой степени схожи химически (определяется как > 18 % MgO), но отличаются содержанием 1-2 % щелочей и <1 % щелочей соответственно. Коматиитовые лавы являются продуктами более богатых магнием расплавов, и хорошие примеры демонстрируют спинифексную текстуру. Они в значительной степени ограничены археем. Напротив, пикриты богаты магнием, потому что кристаллы оливина накопились в более нормальных расплавах в результате магматических процессов.
Пикритовый базальт встречается в лавах Мауна-Кеа и Мауна-Лоа на Гавайях, Кюрасао, в вулкане Питон-де-ла-Фурнез на острове Реюньон и в различных других вулканах океанических островов.
- Пикритовый базальт извергался в исторические времена из Мауна-Лоа во время извержений 1852 и 1868 годов (с разных флангов Мауна-Лоа).
- Пикритовый базальт с 30 % оливина обычно извергается из Питон-де-ла-Фурнез.

В дополнение к экструзионным проявлениям, он также встречается в небольших интрузиях.